# Neobisiidae

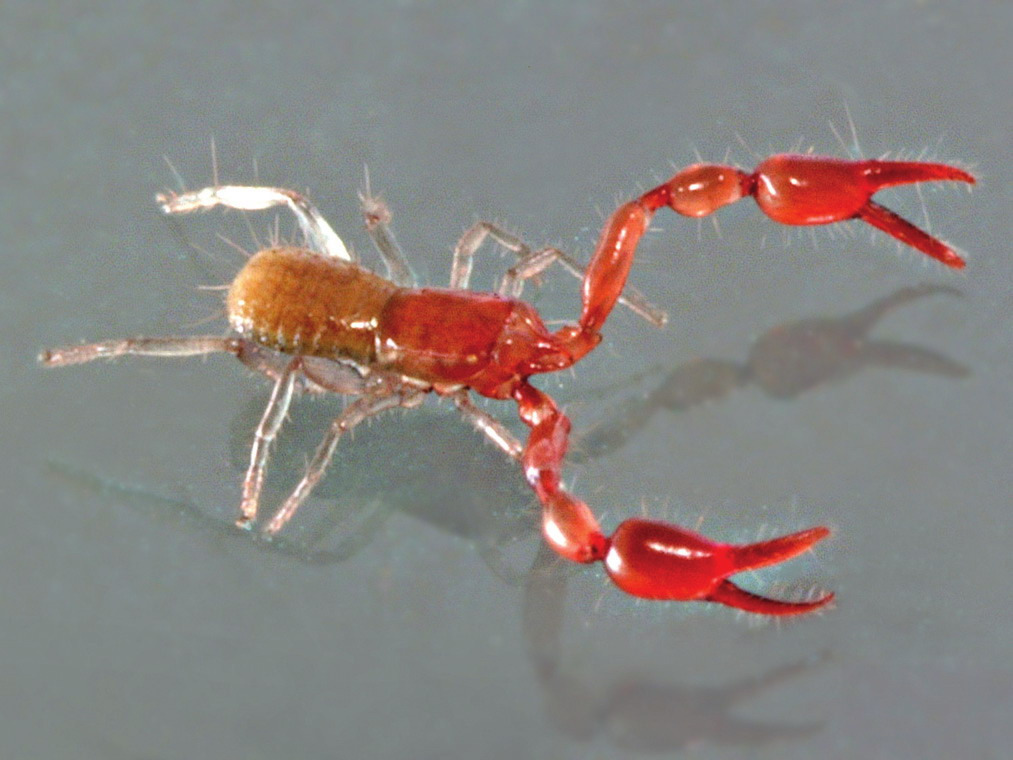
Roncus elbulli

Neobisiidae (лат.) — семейство псевдоскорпионов из подотряда Iocheirata.
Более 570 видов во всех регионах мира.

## Описание
Размеры видов варьируются от крошечных (1 мм) до умеренно крупных (Protoneobisium basilice до 8,52 мм, Parobisium laevigatum до 8,34 мм, Neobisium valsuanii до 8,1 мм, Parobisium biocovense до 6,79 мм, Bisetocreagris xiaoensis и Globocreagris theveneti до 6 мм). Ядовитый аппарат имеется только в неподвижном пальце хелицер пальп. Плевральные оболочки брюшка отчетливо зернистые. Линия сочленения между базифемуром и телофемуром IV ноги перпендикулярна длинной оси бедренной кости. Карапакс имеет прямоугольную или квадратную форму, если смотреть сверху, и часто имеет эпистому на переднем крае. Обычно имеется четыре глаза, но их число может быть уменьшено до двух или ни одного, особенно у пещерных форм. Обычно присутствует спиннерет или галея, хотя часто она уменьшена в размерах. У хелицер педипальп обычно 12 трихоботрий, но иногда их количество уменьшается, как у Microbisium, у которого семь трихоботрий на неподвижном пальце и три на подвижном пальце. Имеют диплотарсатные ноги, то есть лапки всех ходильных ног состоят из двух сегментов.
Это семейство встречается главным образом в Северном полушарии, где оно обычно и широко распространено; известно лишь несколько представителей из Африки и южной Азии. Они живут в почве и подстилке, и многие из них успешно заселили пещеры, особенно в Европе и Соединенных Штатах. Троглобионты часто сильно видоизменены; они крупнее и бледнее, глаза редуцированы или отсутствуют, придатки оттянуты. Почвенные обитатели обычно мелкие, тогда как троглодиты могут достигать 5 мм в длину. Наиболее распространенными являются Neobisium, Roncus и Microcreagris

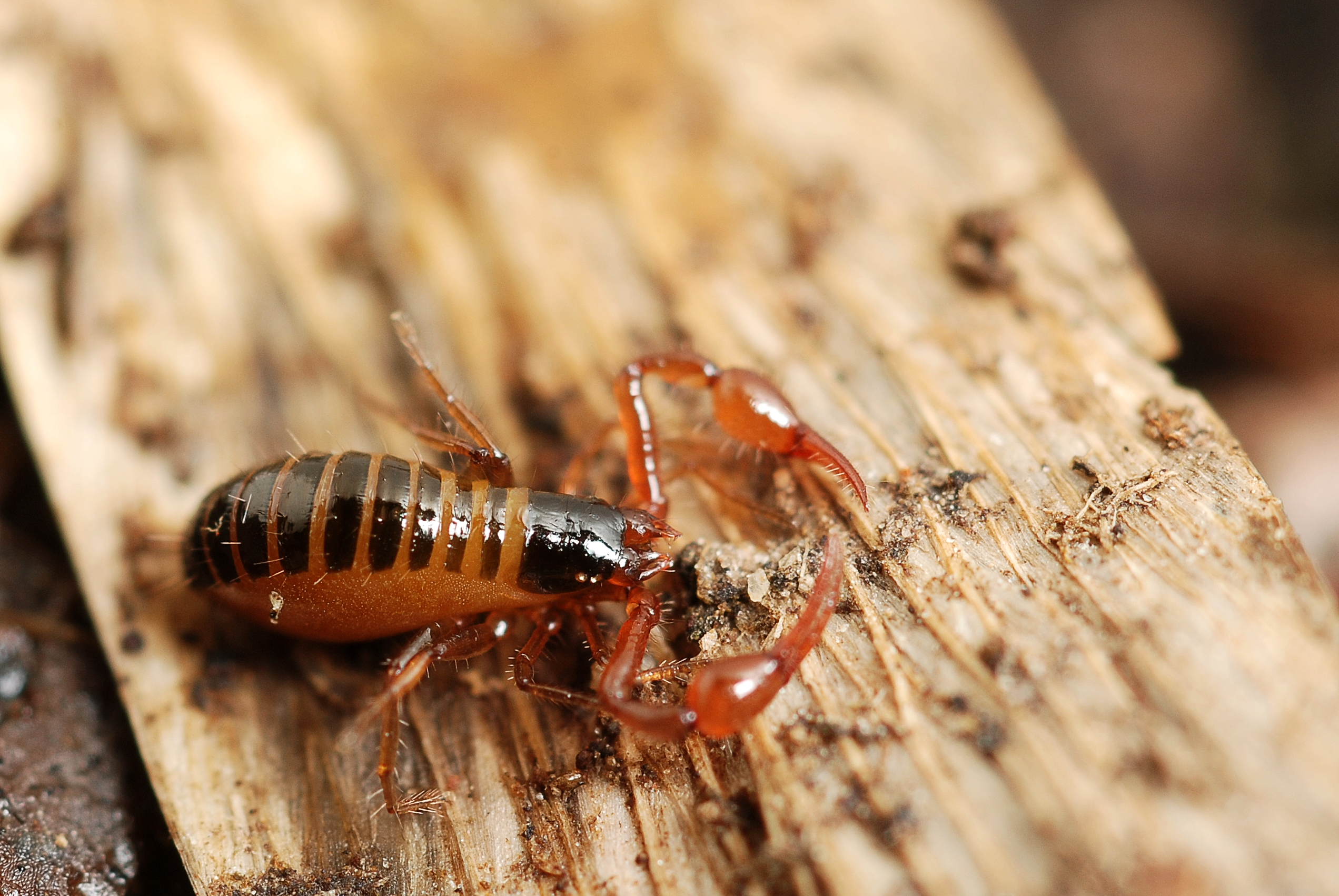
Neobisium
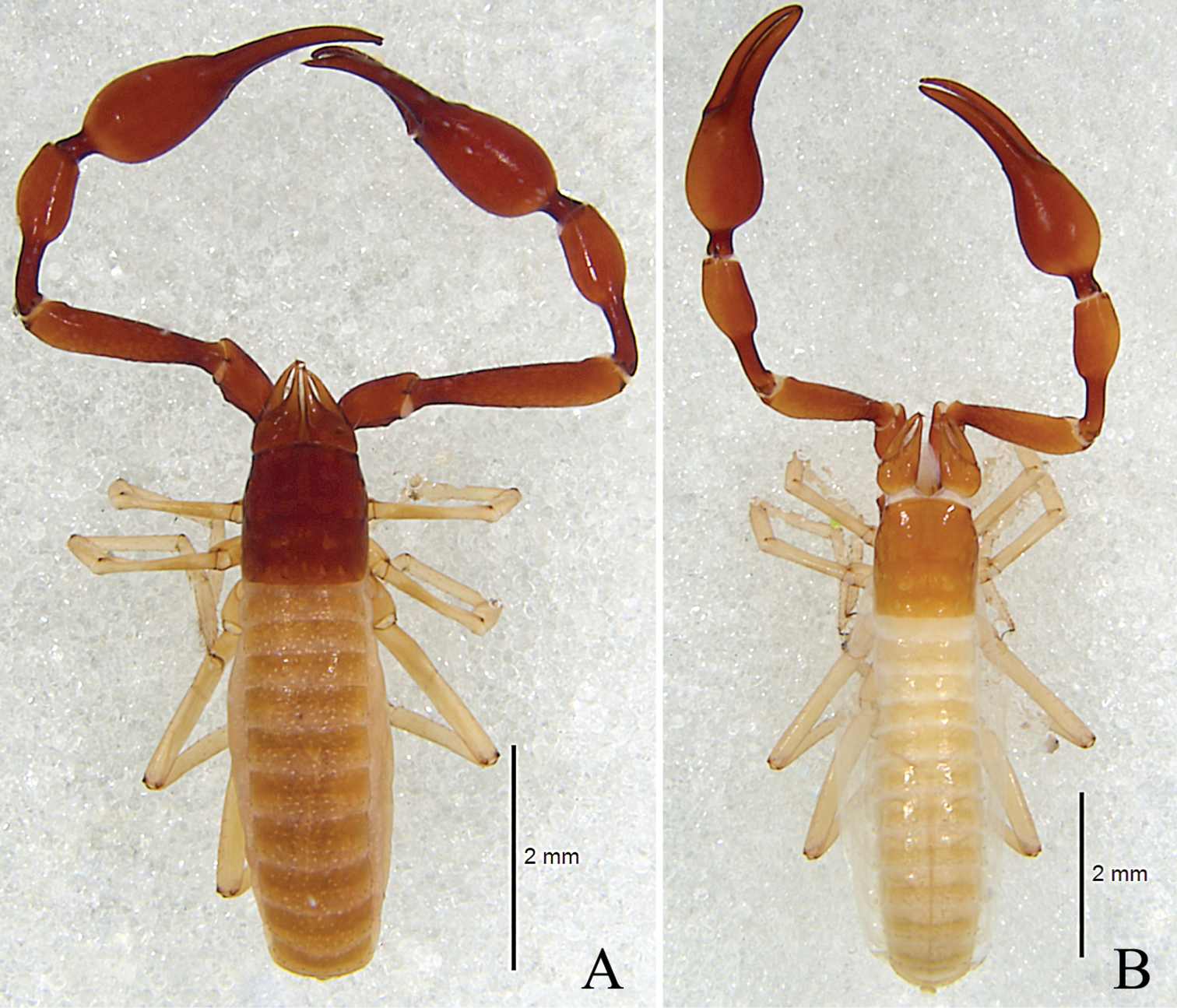
Parobisium motianense самец и  самка

## Классификация
Описано более 570 видов и 32 рода.
Семейство включает два крупнейших рода псевдоскорпионов: Neobisium с более чем 230 видами и Roncus с более чем 130 видами.
В ископаемом состоянии семейство известно из эоцена в балтийском янтаре.
- Microcreagrinae Balzan, 1892 :
  - Acanthocreagris Mahnert, 1974
  - Alabamocreagris Ćurčić, 1984[6]
  - Americocreagris Ćurčić, 1982[7]
  - Australinocreagris Ćurčić, 1984[6]
  - Bisetocreagris Ćurčić, 1983[8]
  - Cryptocreagris Ćurčić, 1984
  - Dentocreagris Dashdamirov, 1997[9]
  - Fissilicreagris Ćurčić, 1984
  - Globocreagris Ćurčić, 1984
  - Halobisium Chamberlin, 1930
  - Insulocreagris Ćurčić, 1987[10]
  - Lissocreagris Ćurčić, 1981
  - Microcreagris Balzan, 1892[11][12]
  - Minicreagris Ćurčić, 1989
  - Orientocreagris Ćurčić, 1985
  - Roncocreagris Mahnert, 1974
  - Saetigerocreagris Ćurčić, 1984
  - Stenohya Beier, 1967
  - Tartarocreagris Ćurčić, 1984
  - Tuberocreagris Ćurčić, 1978
- Neobisiinae Chamberlin, 1930 :
  - Balkanoroncus Ćurčić, 1975[13]
  - Ernstmayria Ćurčić & Dimitrijević, 2006[14][15]
  - Microbisium Chamberlin, 1930
  - Neobisium Chamberlin, 1930[16][17][18][19]
  - Novobisium Muchmore, 1967
  - Occitanobisium Heurtault, 1978[20]
  - Paedobisium Beier, 1939
  - Parobisium Chamberlin, 1930[21][22][23][24][25]
  - Protoneobisium Ćurčić, 1988[26][27][28][29]
  - Roncobisium Vachon, 1967[30][31]
  - Roncus L. Koch, 1873[32][33][34][35][36]
  - Trisetobisium Ćurčić, 1982[37]

дополнение
- Archaeoroncus Ćurčić & Rađa, 2012[38]
- Cornuroncus Nassirkhani, Zaragoza & Mumladze, 2019[39]